# Arcidiocesi di Bhopal
L'arcidiocesi di Bhopal (in latino Archidioecesis Bhopalensis) è una sede metropolitana della Chiesa cattolica in India. Nel 2023 contava 14.750 battezzati su 5.719.710 abitanti. È retta dall'arcivescovo Alangaram Arokia Sebastin Durairaj, S.V.D.

## Territorio
L'arcidiocesi comprende i distretti di Bhopal, Harda, Hoshangabad e Sehore nello stato indiano di Madhya Pradesh.
Sede arcivescovile è la città di Bhopal, dove si trova la cattedrale di San Francesco d'Assisi.
Il territorio si estende su 20.387 km² ed è suddiviso in 46 parrocchie.

### Provincia ecclesiastica
La provincia ecclesiastica di Bhopal, istituita nel 1963, comprende 8 diocesi suffraganee
- 5 di rito latino: Gwalior, Indore, Jabalpur, Jhabua e Khandwa;
- 3 di rito caldeo: Sagar, Satna e Ujjain.

## Storia
L'arcidiocesi è stata eretta il 13 settembre 1963 con la bolla Qui divino consilio di papa Paolo VI, ricavandone il territorio dalle diocesi di Ajmer e Jaipur (oggi divisa in diocesi di Ajmer e diocesi di Jaipur), di Indore e di Jabalpur.
Il 29 luglio 1968 ha ceduto una porzione del suo territorio a vantaggio dell'erezione dell'esarcato apostolico di Sagar (oggi eparchia).

## Cronotassi dei vescovi
Si omettono i periodi di sede vacante non superiori ai 2 anni o non storicamente accertati.
- Eugene Louis D'Souza, M.S.F.S. † (13 settembre 1963 - 26 marzo 1994 ritirato)
- Paschal Topno, S.I. † (26 marzo 1994 - 15 giugno 2007 ritirato)
- Leo Cornelio, S.V.D. (15 giugno 2007 - 4 ottobre 2021 ritirato)
- Alangaram Arokia Sebastin Durairaj, S.V.D., dal 4 ottobre 2021

## Statistiche
L'arcidiocesi nel 2023 su una popolazione di 5.719.710 persone contava 14.750 battezzati, corrispondenti allo 0,3% del totale.
| anno | popolazione | popolazione | popolazione | presbiteri | presbiteri | presbiteri | presbiteri                | diaconi | religiosi | religiosi | parrocchie |
| anno | battezzati  | totale      | %           | numero     | secolari   | regolari   | battezzati per presbitero | diaconi | uomini    | donne     | parrocchie |
| ---- | ----------- | ----------- | ----------- | ---------- | ---------- | ---------- | ------------------------- | ------- | --------- | --------- | ---------- |
| 1970 | 2.860       | 1.451.000   | 0,2         | 22         | 10         | 12         | 130                       |         | 13        | 177       | 14         |
| 1980 | 6.168       | 2.185.000   | 0,3         | 30         | 12         | 18         | 205                       |         | 27        | 173       | 11         |
| 1990 | 9.775       | 2.556.059   | 0,4         | 78         | 27         | 51         | 125                       |         | 128       | 335       | 51         |
| 1999 | 9.457       | 3.513.000   | 0,3         | 92         | 39         | 53         | 102                       |         | 114       | 323       | 17         |
| 2000 | 9.637       | 3.570.000   | 0,3         | 105        | 42         | 63         | 91                        |         | 124       | 342       | 17         |
| 2001 | 9.753       | 3.627.000   | 0,3         | 129        | 44         | 85         | 75                        |         | 200       | 361       | 17         |
| 2002 | 9.965       | 3.684.000   | 0,3         | 135        | 47         | 88         | 73                        |         | 208       | 368       | 18         |
| 2003 | 10.128      | 3.739.000   | 0,3         | 143        | 56         | 87         | 70                        |         | 207       | 372       | 19         |
| 2004 | 10.365      | 3.826.494   | 0,3         | 142        | 53         | 89         | 72                        |         | 208       | 375       | 20         |
| 2006 | 18.550      | 3.922.000   | 0,5         | 115        | 60         | 55         | 161                       |         | 172       | 400       | 21         |
| 2012 | 13.214      | 4.255.000   | 0,3         | 134        | 64         | 70         | 98                        |         | 183       | 546       | 35         |
| 2015 | 13.575      | 5.561.000   | 0,2         | 138        | 68         | 70         | 98                        |         | 219       | 526       | 36         |
| 2018 | 14.192      | 5.541.570   | 0,3         | 149        | 75         | 74         | 95                        |         | 185       | 545       | 44         |
| 2020 | 14.307      | 5.550.530   | 0,3         | 152        | 73         | 79         | 94                        |         | 185       | 545       | 44         |
| 2022 | 14.600      | 5.662.000   | 0,3         | 153        | 75         | 78         | 95                        |         | 279       | 594       | 46         |
| 2023 | 14.750      | 5.719.710   | 0,3         | 150        | 72         | 78         | 98                        |         | 283       | 594       | 46         |